# فرانچسکو کانلا
فرانچسکو کانلا (انگلیسی: Francesco Canella؛ زادهٔ ۲۸ ژانویهٔ ۱۹۳۹) بازیکن فوتبال اهل ایتالیا است.
از باشگاه‌هایی که در آن بازی کرده‌است می‌توان به باشگاه فوتبال اینتر میلان، باشگاه فوتبال فیورنتینا، باشگاه فوتبال مسینا، باشگاه فوتبال ونتزیا، باشگاه فوتبال اودینزه، و باشگاه فوتبال جنوآ اشاره کرد.